# Mauro Giuseppe Lepori
Mauro-Giuseppe Lepori, O.Cist. (Lugano, 1959. március 18. –) ciszterci szerzetes, 2010 óta a Ciszterci Rend generálisapátja.

## Élete
Születése után családja Canobbio-ba költözött, a későbbi generális apát itt is nőtt fel, később a fribourgi egyetemen filozófiát és teológiát tanult. 1984-ben belépett a Hauterive-i ciszterci apátságba, majd 1985. május 16-án magára öltötte a ciszterci novíciusok fehér habitusát.
1986. május 17-én tette le első szerzetesi fogadalmát, majd 1989-ben ünnepélyes örökfogadalmát Bernhard Kaul apát kezébe.
1990. június 10-én szentelték pappá, ezután mint novíciusmester a rendbe lépő fiatalok lelki és szellemi képzése volt a feladata. Kilenc évvel a rendbe való belépése után, 1994. május 16-án Hauterive 59. apátjává választották, apáttá benedikálására és beiktatására 1994. június 29-én került sor
2010. szeptember 2-án a ciszterci rend Rocca di Papa-ban tartott generális káptalanján választották Maurus Esteva Alsina leköszönő generális apát utódjává.
Többször járt Magyarországon is, 2011. április 30-án ő benedikálta apáttá Dékány Sixtus zirci főapátot.

## Magyarul megjelent művei
- A Péternek nevezett Simon. Egy Istent követő ember nyomában; előszó Angelo Scola, ford. Keresztes Ágnes; Szt. István Társulat, Bp., 2007